# دنیل برلی وولفال
دنیل برلی وولفال (به انگلیسی: Daniel Burley Woolfall) (زادهٔ ۱۵ ژوئن ۱۸۵۲ – درگذشتهٔ ۲۴ اکتبر ۱۹۱۸) دومین رئیس فیفا بود.
وولفال سرپرست اتحادیه فوتبال انگلیس بود که در ژوئن ۱۹۰۶ جانشین رابرت گوئرین فرانسوی شد. دلیل مهم برگزیدن او به ریاست فیفا پشتیبانی او از دیدارهای بین‌المللی بود. زیر مدیریت او بر فیفا، فوتبال انگلستان در سراسر جهان نفوذ بی مانندی یافته بود. از کارهای ماندگار او افزودن رشته فوتبال به المپیک ۱۹۰۸ لندن بود که پس از آن فوتبال همواره در بازی‌های المپیک باقی ماند. در دوره ریاست وولفان کشورهای غیراروپایی مانند شیلی، آرژانتین و آفریقای جنوبی و آمریکا نیز به هموندی فیفا درآمدند. برلی وولفال در گیر و دار جنگ جهانی اول در سال ۱۹۱۸ با درگذشت خود به دوران ۱۲ ساله زمامداری فیفا پایان بخشید.